# Polystachya virescens
Polystachya virescens är en orkidéart som beskrevs av Henry Nicholas Ridley. Polystachya virescens ingår i släktet Polystachya och familjen orkidéer.
Artens utbredningsområde är Madagaskar. Inga underarter finns listade i Catalogue of Life.